# Мовчан Ярослав Іванович
Ярослав Іванович Мовчан (англ. Yaroslav Movchan; 11 серпня 1957, с. Тщенець Мостиського району Львівської обл. — 18 вересня 2017, Київ) — український учений-еколог, громадський і державний діяч, доктор біологічних наук (2009), заступник міністра Міністерства охорони навколишнього природного середовища України (1993—1999 рр.), співзасновник та Голова (2011 р. - 18 вересня 2017) Національного екологічного центру України (НЕЦУ).
Ярослав Мовчан зробив вагомий внесок у формування та розвиток екологічної та природоохоронної політики незалежної України, збереження біорізноманіття, зміцнення міжнародного авторитету України та входження її до міжнародної екологічної політики.

## Життєпис
Закінчив з золотою медаллю середню школу у м. Бурштин Івано-Франківської області. 
1974–1979 рр. – студент біологічного факультету Чернівецького державного університету імені Юрія Федьковича, який закінчив з відзнакою. Рік вчителював у Войківській середній школі Баришівського району на Київщині, а потім вступив до аспірантури Інституту ботаніки імені академіка М. Г. Холодного АН УРСР; успішно захистив кандидатську дисертацію (1983 р.). 
1983-1992 рр. — молодший науковий співробітник, старший науковий співробітник, завідувач лабораторії Інституту ботаніки імені М. Г. Холодного АН УРСР (з 1992 р. — НАН України). 
1991—1993 рр. – співзасновник і співголова Національного екологічного центру України. 
1993—1999 рр. – заступник Міністра охорони навколишнього природного середовища України, згодом Міністра охорони навколишнього природного середовища та ядерної безпеки України.
2002v2006 рр. – директор Департаменту біотичних, водних, земельних ресурсів та екомережі Міністерства екології та природних ресурсів України. 
2006—2017 рр. – завідувач лабораторії та професор кафедри екології Національного авіаційного університету МОН України. У 2009 році успішно захистив докторську  дисертацію (тема: «Збереження біотичного різноманіття України (методологія, теорія, практика)»).

## Наукова діяльність
Ярослав Мовчан є автором та співавтором десяти монографій і понад 200 статей, авторських свідоцтв, патентів. Член Української асоціації Римського клубу, Наукового товариства імені Шевченка. Учасник ліквідації і дослідник наслідків катастрофи на ЧАЕС.

### Нагороди
Лауреат Державної премії України в галузі науки та техніки («Розроблення та впровадження наукових основ і практичних засад збереження біорізноманіття як неодмінної умови сталого розвитку України», 2005), відзнака «American Forests» (1994), відзнака Чорноморської комісії та ГЕФ/ПРООН (Стамбул, 2006), почесні грамоти міністра охорони довкілля (2003), голови Національного агентства України в сфері енергоефективності (2011) та інших.

### Наукові праці
1. Мовчан Я. І. До аналізу засад збалансованого природокористування / Я. І. Мовчан, І. І. Ілляшенко // Природокористування: методологічні та соціальні проблеми оптимізації. — К. : Наук. думка, 1992. — С. 46–56.
2. Мовчан Я.І. Екомережа України: обґрунтування структури та шляхів утілення. // Конвенція про біологічне розмаїття: громадська обізнаність та участь. – Київ: Стилос, 1997. – С.98–110.
3. Мовчан Я. І. Зелена книга України: якою їй бути? / [Мовчан Я. І., Парчук Г. В., Попович С. Ю., Устименко П. М., Шеляг-Сосонко Ю. Р.]; за ред. акад. НАНУ Шеляг-Сосонка Ю. Р. — К. : Академперіодика НАНУ, 2003. — 33 с.
4. Шеляг-Сосонко Ю. Р. Збереження та невиснажливе використання біорізноманіття України: стан та перспективи : [монографія] / Шеляг-Сосонко Ю. Р. — К. : Хімджест, 2003. — 248 с. — (Вакаренко Л. П., Мовчан Я. І. Методологія управління екомережею та пов’язаними з нею територіями ПЗФ. — С. 93–106) (формулювання пропозицій щодо державної програми збереження біорізноманіття).
5. Раритетний фітоценофонд Лісостепу в контексті формування екомережі : монографія / П.М.Устименнко, Д.В.Дубина, Я.І.Мовчан, Д.А.Давидаов, Б.Є.Якубенко. – К,: Видавництво Ліра-КЮ 2017. – 524 с.

### Основні наукові здобутки в області охорони та збереження біорізноманіття
Ярослав Мовчан протягом усього творчого життя досліджував біорізноманіття як фундаментальний прояв і властивість живої природи. У його численних наукових працях розроблено логіко-методологічний апарат для системного бачення екології, експериментальної верифікації даних польових досліджень, теоретичного узагальнення їх та наступного застосування отриманих.
Ярослав Мовчан брав безпосередню участь у створенні або сприяв створенню та розширенню низки об'єктів природно-заповідного фонду України, а саме: 
природних заповідників:
- «Єланецький степ» (1996);
- «Горгани» (1996);
- «Опуцький» (1998);
- «Казантипський» (1998).

Національних природних парків:
- «Вижницький» (1995);
- «Подільські Товтри» (1996);
- «Святі гори» (1997);
- «Яворівський» (1998);
- «Ужанський» (1999);
- «Гуцульщина» (2002);
- «Ічнянський» (2004);
- «Великий Луг» (2006);
- «Мезинський» (2006);
- «Голосіївський» (2007);
- «Прип’ять-Стохід» (2007);
- «Слобожанський» (2009);
- «Бузький Гард» (2009).

регіонального ландшафтного парку «Гранітно-степове Побужжя» (1994).

### Внесок Ярослава Мовчана у створення і функціонуванняНПП „Вижницький“
1. Підготовка та погодження проєкту Указу Президента  „Про резервування для наступного заповідання цінних природних територій“, включивши до нього створення Національного природного парку „Вижницький“».
2. Підготовка та погодження проєкту Указу Президента  "Про створення національного природного парку «Вижницький».
3. Сприяння розробці та погодженню проекту Указу Президента "Про розширення території національного природного парку «Вижницький».
4. Забезпечення виділення Міністерством фінансів України бюджетного фінансування для новоствореного Вижницького НПП.

## Державна діяльність

### Формування державної екологічної політики України міжнародного рівня
Ярослав Мовчан був ''ідейним'' натхненником та координатором групи з розробки засад сучасної екологічної політики України у відповідності до міжнародних стандартів, в якій плідно співпрацювали представники державних органів, насамперед Мінприроди, та громадськості. Він ідейно та організаційно забезпечив процес розробки законодавчих та нормативних документів, які лягли в основу політики охорони природи, збереження біологічного та ландшафтного різноманіття та переходу України до європейських стандартів якості довкілля.
Ярослав Мовчан послідовно втілював політику щодо долучення України до важливих міжнародних природоохоронних конвенцій, інших договорів та ініціатив. Він був ініціатором і організатором приєднання України до наступних міжнародних угод:
1.    Бернської конвенції (Конвенція про охорону дикої флори та фауни і природних середовищ існування в Європі, м. Берн, 19.09. 1979 р.) (Закон N436/96-ВР «Про приєднання із застереженнями до Конвенції» від 29.10.96 р.);
2.    Рамсарської конвенції (Конвенція про водно-болотні угіддя, що мають міжнародне значення, головним чином як середовище існування водоплавних птахів, м. Рамсар, 02.02.1971 р.; з поправками, внесеними Паризьким протоколом від 03.12.1982 р. та Ріджинськими поправками від 28.05.1987 р.) {Про визнання України правонаступницею Союзу РСР щодо участі у Конвенції див. Закон № 437/96-ВР від 29.10.1996 р.};
3.    Конвенції про захист Чорного моря від забруднення (Конвенцію ратифіковано Постановою ВР N 3939-XII (3939-12) від 04.02.1994 р.).
4.    Конвенція про збереження мігруючих видів диких тварин (Про приєднання до Конвенції див. Закон N 535-XIV (535-14) від 19.03.1999 р);
5.    Конвенції про міжнародну торгівлю видами дикої фауни і флори, що перебувають під загрозою знищення (Про приєднання до Конвенції додатково див. Закон N 662-XIV (662-14) від 14.05.99, ВВР, 1999 р., N 28, ст.232);
6.    Рамкової конвенції про охорону та сталий розвиток Карпат {ратифіковано Законом N 1672-IV (1672-15) від 07.04.2004 р.}

### Співпраця України з міжнародними організаціями
Ярослав Мовчан був координатором і організатором  співробітництва  України з міжнародними організаціями та країнами, які, зокрема, надавали безповоротну фінансову допомогу на розвиток державної екологічної політики та її реалізацією, а саме:
1.    Глобальний екологічний фонд (Global Environmental Facilities, GEF);
2.    Світовий банк (World Bank),
3.    Європейський Союз;
4.    Міжнародний союз збереження природи, або МСОП (International Union of Nature Conservation, або IUCN);
5.    Світовий фонд дикої природи (World Widlife Fund, WWF);·
6.     Прибережний та морський союз (Coastal and Marine Union, EUCC);
7.    Європейський центр збереження природи (European Centre for Nature Conservation, ECNC)

### Міжнародна технічна допомога для України
Ярослав Мовчан як учасник керівних органів Глобальної екологічної фундації (ГЕФ), доклав значних зусиль для отримання Україною грантової  технічної допомоги від ГЕФ, зокрема, гранти на реалізацію проектів «Збереження біорізноманіття Карпат в Україні» (560 тисяч доларів США, 1993—1998), «Біорізноманіття Української частини Дельти Дунаю» (1994—1998).
За сприяння Ярослава Мовчана в Україні було впроваджено низку вагомих екологічних  проектів, що підтримувалися TACIS, Wetlands International, UNEP та іншими міжнародними організаціями.

### Запровадження в Україні міжнародного  досвіду державного управління збереження біорізноманіття
Ярослав Мовчан був ініціатором із запровадження в Україні європейського досвіду збереження біорізноманіття шляхом створення та розвитку національної екомережі. Ця ініціатива була реалізована шляхом розробки та прийняття Верховною Радою України відповідних законів, тексти яких були підготовлені у тому числі і Ярославом Мовчаном:
1.     Закон України «Про Загальнодержавну програму формування національної екологічної мережі України на 2000—2015 роки (Відомості Верховної Ради України (ВВР), 2000, N 47, ст.405);
2.     Закон України „Про екологічну мережу України“ (Відомості Верховної Ради України (ВВР), 2004, N 45, ст.502).
Ярослав Мовчан в 1994 р. брав участь в семінарі з екологічної політики для Центральної та Східної Європи, організований урядом Нідерландів (м. Вагенінген). На чолі делегації України брав  участь  в обговорення плану реалізації Меморандуму про взаєморозуміння в галузі охорони природи між Нідерландами та Україною (липень 1997 р., м. Амстердам).

### Підвищення міжнародної обізнаності щодо досягнень України в реалізації європейської екологічної політики
Ярослав Мовчан представляв на міжнародних конференціях досягнення України у царині розробки та реалізації екологічної політики. Зокрема, він був офіційним представником України на таких форумах і ініціативах:
1.     Засідання допоміжного органу з наукових, технічних та технологічних консультацій Конвенції про біологічне різноманіття,  7-11 лютого 2005 р., Бангкок, Таїланд (представник Української делегації);
2.     Конференція сторін-підписантів Угоди про збереження водно-болотних птахів Афро-євразійського ареалу (AEWA), Гаага, Нідерланди, 1995 р. (співголова Конференції);
3.     Учасник від України в Робочій групі з підготовки міжнародного Стратегічного плану дій щодо відновлення та охорони Чорного моря, 1996 р. (учасник від України);
4.     Чорноморська Комісія, 1993—1998 рр., 2000—2006 рр. (представник від України);
5.     „Європейський рік збереження природи“ (ENCY — 1995) в Україні, ініційованого Радою Європи (1995 р.), та відзначення десятиліття ENCY  (ENCY+10), 2006 р. (координатор по Україні);
6.     Програма IUCN (МСОП) для країн Центральної і Східної Європи, Гланд, Швейцарія, 1995—1997 рр., (голова групи екологічних радників);
7.     МСОП з освіти та комунікації, 1998—2017 рр., (член Комісії);
8.     Допоміжний орган з наукових, технічних та технологічних порад Конвенції з біорізноманіття (SBSTTA), 2002—2004 рр., (член Бюро);
9.     Міністерська конференція „Довкілля для Європи“ в Україні, Женева–Оргус–Київ, 1995—2003 рр. (підписант від України Оргуської конвенції, 1998 р., ініціатор та організатор проведення конференції в Києві у травні 2003 р.);
10. Рамкова конвенція про охорону та сталий розвиток Карпат (Карпатська конвенція) (2001—2003 рр.) та Протоколу з біорізноманіття до неї (2004—2006 рр.) (співініціатор і співрозробник тексту Конвенції);
11. Протокол „Про стратегічну екологічну оцінку“, 2003 р., (співрозробник).

## Громадська діяльність
Громадська діяльність була неодмінною складовою діяльності Ярослава Мовчана як державного діяча, науковця, викладача. Він був ідейником створення, співзасновником, членом Ради, а з 2011 року до дня смерті Головою Національного екологічного центру України [Архівовано 26 лютого 2020 у Wayback Machine.]. 
Особливе місце в житті Ярослава Мовчана посідала боротьба за збереження Бузького Ґарду – одного з природних див України та унікальної історичної пам’ятки козацьких часів. Ярослав Мовчан намагався зупинити будівництво Ташлицької ГАЕС, обґрунтовував загрози реалізації цього проекту для природної та історичної спадщини. Навесні 2017 р. Ярослав Мовчан брав безпосередню участь у громадських слуханнях проекту чергового підняття рівня Олександрівського водосховища, що експлуатується як нижня водойма Ташлицької ГАЕС. 15 вересня 2017 року Ярослав Мовчан провів останній захід в своєму житті – масштабний семінар, присвячений небезпекам розвитку гідроенергетики на Південному Бузі, що відбувся у Миколаївській обласній раді.